# Oecanthus laricis
Oecanthus laricis és una espècie d'ortòpter ensífer de la família Gryllidae endèmic dels Estats Units.

## Descripció
Té una longitud de 13-15 mm. És llarg, estret i amb el cos lleugerament aplanat. El cap, el pronot (placa dorsal darrere del cap) i les potes són de color marró verdós. El cap i el pronot poden tindre franges o taques de color negre. Les ales anteriors són verdes (tot i que s'esvaeix en els exemplars morts recol·lectats) i fan 12 mm de llargària total.

## Reproducció
Té una sola generació per any.

## Alimentació
Menja tamarac (Larix laricina) a Michigan.

## Distribució geogràfica
És un endemisme dels Estats Units: sud-est de Michigan i nord-est d'Ohio.

## Període actiu
Entre la primera setmana de l'agost fins a la segona setmana del setembre.

## Carrisqueig
A 25 °C de temperatura és com una mena de refilet continu a 37 p/s i amb una freqüència de transmissió de 3,4 kHz.

## Estat de conservació
Les seues principals amenaces són la destrucció i degradació del seu hàbitat, i els canvis hidrològics causats pel desenvolupament comercial i agrícola.